# Теразије (Београд)
| Трг · ТЕРАЗИЈЕ | Трг · ТЕРАЗИЈЕ                             |
| -------------- | ------------------------------------------ |
|                |                                            |
| Општина        | Стари град (Београд)                       |
| Почетак        | Кнез Михаилова ул. Коларчева ул.           |
| Крај           | Ул. краља Милана Ул. Драгослава Јовановића |
| Дужина         | 450 m                                      |
| Ширина         | 15 до 40 m                                 |
| Створена       | 1840-их                                    |
| Названа        | 1840-их                                    |
| Стари називи   | Престолонаследников трг (део)              |
|                |                                            |
|                |                                            |
|                |                                            |

Трг Теразије обухвата подручје од Сремске улице до Улице краља Милана.
Најпознатији је београдски трг. Почео је да се формира у првој половини 19. века; 1840-их година, кнез Милош Обреновић наредио је да се српске занатлије, нарочито ковачи и казанџије, иселе из вароши у шанцу, где су били измешани са турским живљем, и да своје куће и радње подигну на месту данашњих Теразија. Илија Чарапић, син Васе Чарапића, који је извесно време био и председник Београдске општине, имао је посебан задатак да овим занатлијама дели плацеве на Теразијама; ко год је пристао да огради плац, добио га је бесплатно.
Трг Теразије је добио статус културног добра као просторна културно-историјска целина.

## О постанку имена
О постанку имена Теразије историчар и књижевник Милан Ђ. Милићевић забележио је: „Уводећи воду у варош Београд, Турци су дуж онога ђериза (зиданог водовода), који узима воду из мокролушких извора, на извесним даљинама зидали куле, на које су водоводним цевима изводили воду да би она добила виши скок за свој даљи ток.“ Једна од таквих кула била је постављена на месту где је сада Теразијска чесма. Пошто су Турци те куле звали теразије за воду, овај трг је добио назив Теразије.
Све до половине шездесетих година 19. века на Теразијама су се налазиле, углавном, приземне и једноспратне зграде. Године 1860. водоводна кула је уклоњена и на њеном месту је постављена Теразијска чесма у знак сећања на кнеза Милоша. Улицом је пролазио дрворед кестенова, пиљарице из Земуна и села око Београда су продавале намирнице код чесме, до половине 1870-тих, када су померене на Зелени венац. Чесма је приликом прве реконструкције трга, 1911. године, премештена у Топчидер, а поново враћена на Теразије 1976. Значајне промене учињене су на Теразијама 1911—1912. године, када су потпуно преуређене под надзором архитекте Јелисавете Начић. Средином трга постављени су правилни цветни скверови, ограђени ниском гвозденом оградом, а на делу према данашњој Нушићевој улици изграђена је велика фонтана.
Крајем 19. и у првој половини 20. века Теразије су центар друштвеног живота Београда; Најпознатији хотели, кафане и трговинске радње смештени су овде. Од значајнијих објеката, који су се налазили или се и сада налазе на Теразијама, треба поменути хотел „Париз“ саграђен око 1870. на месту где је данас Безистан. Срушен је приликом реконструкције трга 1948. На месту где је данас „Душанов град“ била је кафана „Код златног крста“ у којој је 6. јуна 1896. одржана прва биоскопска представа. До хотела „Париз“ био је стари хотел „Касина“, саграђен око 1860. године, у којем је 1918. кратко време заседала Народна скупштина Србије. Овде су, до 1920. године, приређиване представе Народног позоришта. Садашњи хотел „Касина“ саграђен је на истом месту 1922. На овој страни Теразија, између два рата, налазили су се кафана и биоскоп „Таково“.
И данас је на Теразијама хотел „Москва“, саграђен 1906 у стилу сецесије. Познатије кафане су биле "Албанија", "Балкан", "Шишко" и "Задужбина". Између хотела "Албанија" и "Балкан", почетком 1920-тих су се налазиле "ниске и трошне чатрље", градска општина је ту планирала подићи платформу са погледом на сремску равницу.
Дан након првог аустроугарског заузећа Београда 19. новембра (2. децембра) 1914, на Теразијама су подигнута вешала, већ следећег дана је обешен први човек.
Године 1938, на темељима старог, саграђен је нови хотел „Балкан“ - иза заједничке фасаде, две зграде су подигли Академија наука и индустријалац Никола Д. Ђорђевић. Зграда новог хотела је била задужбина трговца Голуба Јанића, остављена Српској академији наука. Хотел је освећен 14. априла 1939, а ресторан је прорадио нешто раније.
На месту мале кафане „Албанија“ подигнута је 1938. палата Албанија. Зграда Прашке кредитне банке саграђена је око 1921. године, на истом месту на којем се крајем 19. века налазила једноспратна „жута кућа“, зграда је касније реконструисана и у њој се данас налази хотел „Европа“. Пред Други светски рат, довршена је Палата пензионог фонда у којој је данас Позориште на Теразијама, а где се некада налазила чувена „Шишкова кафана“.
Пред рат је предлагано уклањање скверова и водоскока, јер су и коловози и тротоари постајали претесни због појачаног саобраћаја - у то време, Теразије су биле "чвор трамвајског саобраћаја". Тада је замишљена и градња подземних пролаза. Теразијска фонтана је изазивала опречна мишљења, неки су је сматрали за "застрашујући пример", "како не треба подизати чесме" у односу на простор и улични саобраћај.
Приликом бомбардовања Београда 1941. Теразије су биле тешко оштећене. У августу су овде обешени устаници.
Свој дефинитивни облик Теразије су добиле приликом последње реконструкције 1947. године по пројекту архитекте Николе Добровића, када су уклоњени скверови, фонтана и трамвајске шине. Овуда је до марта 1947. пролазила трамвајска линија 1, од Калемегдана до Славије, шине су уклањане пред крај месеца како би овуда прошла прва тролејбуска линија. Тада је и дрвена коцка, које није било за оправку, замењена асфалтом.
На Новом Београду је 2012. године подигнута реплика Теразија из '30-их година 20. века.

## Објекти од културне и историјске вредности на Теразијама
- Палата Албанија, први облакодер у Београду, завршена 1939. године по пројектима Миладина Прљевића и конструктора инж. Ђорђа Лазаревића.
- Теразијска чесма, подигнута 1860. године по налогу кнеза Милоша, чиме је обележен његов повратак на престо. Рад је вајара Франца Лорана.
- Хотел Москва, некадашња Палата Росија је хотел и некадашња зграда осигуравајућег друштва Росија у Београду. Налази  ce на углу Теразија и Балканске улице. Зграду пројектовали архитекта Јован Илкић и група архитеката из Санкт Петербурга. Градња палате је отпочела у пролеће 1905. године, а свечано је отворена 14. јануара 1908. године.
- Споменик обешенима на Теразијама, подигнут 1983. године, у спомен на пет суграђана и родољуба обешених од стране Гестапоа 17. августа 1941. године. Рад је вајара Николе Јанковића.
- Палата Игуманов, саграђена 1938. године према пројекту архитеката Петра и Бранка Крстића у стилу модернизма.
- Палата Анкер, саграђена 1899. године по пројекту архитекте Милана Антоновића. Ову двоспратну кућу са локалима у приземљу и пословним просторијама на спратовима подигло је за своје потребе Осигуравајуће друштво „Анкер“.
- Крсмановићева кућа, подигнута 1885. године по плановима архитекте Јована Илкића у стилу академизма, као стамбена кућа за трговца Марка О. Марковића. Браћа Крсмановићи су купили кућу и плац 1898. године и после деобе кућа је припала Алекси Крсмановићу. Алекса је у њој живео до своје смрти 1914. године, а зграду, као и читаво имање завештао српском народу.
- Зграда Смедеревске банке, саграђена у периоду од 1910. до 1912. године по пројекту архитеката Милорада Рувидића и Исаила Фидановића, као кућа трговца Милана М. Стефановића Смедеревца.
- Палата Атина, као стамбено-пословну зграду, по пројекту архитекте Димитрија Т. Лека, подигао је трговац Ђорђе Вучо 1902. године. У приземљу зграде Антонио де Франко, отворио је ресторан „Атина”, па је здање временом постало познато као Палата „Атина”.
- Зграда Министарства правде, подигнута 1883. године за потребе Министарства правде, према пројекту архитекте Светозара Ивачковића, у сарадњи са инжињером Јованом Суботићем.
- Фотографски атеље Милана Јовановића, подигнут је 1903. године као први и до данас једини објекат зидан за потребе снимања и израде фотографија. Потреба да се привуче угледна клијентела и статус који је имао условили су да Милан Јовановић, дворски фотограф, купи парцелу у непосредној близини двора од Ђорђа Симића, посланика Србије у Бечу и ангажује архитекту Милана Антоновића да му пројектује зграду за атеље.
- Палата пензионог фонда чиновника и служитеља Народне банке краљевине Југославије, зграда у којој се данас смештено популарно „Позориште на Теразијама“, подигнута је 1939. године према пројекту руског архитекте Григорија Самојлова.
- Дом Вукове задужбине, саграђен 1870—1871. године по пројекту архитекте Александра Бугарског. Подигао ју је судија Димитрије Мита Голубовић. Одмах по подизању зграда је постала седиште Руског Царског конзулата у Београду, а након 1877. године адаптирана је за потребе смештаја Завода за српску сирочад. Од 1879. године у згради је било смештено Министарство просвете, затим и друга министарства. Од 1988, две године након прве ревитализације фасаде, зграда је додељена Вуковој задужбини на трајно коришћење и управљање.